# Mohamed Azzouzi
Mohamed Azzouzi (Tanger (Marokko), 18 juli 1962) is een Belgisch politicus voor de PS.

## Levensloop
Azzouzi werd geboren in Marokko. In 1963 verhuisde zijn vader naar België om er aan de slag te gaan als metser. In 1968 volgde de rest van de familie hem naar België en vestigde de familie zich in Sint-Joost-ten-Node. Hij volgde lager en middelbaar onderwijs in de gemeente en studeerde daarna twee jaar lang economische wetenschappen aan de ULB. Na het mislukken van deze studie ging Azzouzi architectuur studeren aan de kunsthogeschool La Cambre, alwaar hij in 1988 afstudeerde als architect.
Naast zijn beroep van architect stichtte Azzouzi in 1992 de vereniging Avenir, die zich richtte op de strijd tegen schooluitval. In 1994 werd hij door Guy Cudell, de toenmalige burgemeester van Sint-Joost-ten-Node, aangezocht om op te komen voor de PS, maar dit kon niet doorgaan omdat hij nog niet over de Belgische nationaliteit beschikte. Nadat hij deze in 1995 had verworven, trad hij in 1996 toe tot de PS. 
In juni 1999 werd Azzouzi voor het eerst verkozen in het Brussels Hoofdstedelijk Parlement, waar hij bleef zetelen tot in mei 2019. Van 2001 tot 2004 was hij er secretaris, van 2004 tot 2009 ondervoorzitter en van 2014 tot 2017 voorzitter van de commissie Territoriale Ontwikkeling. Als Brussels Parlementslid hield hij zich tevens bezig met infrastructuur, huisvesting, binnenlandse aangelegenheden, economische zaken en tewerkstelling en sociale zaken.
In oktober 2000 werd hij tevens verkozen tot gemeenteraadslid van Sint-Joost-ten-Node en van december 2006 tot december 2018 was hij er schepen van Financiën, Mobiliteit, Stedenbouw, Internationale Betrekkingen en Ontwikkelingssamenwerking. In augustus 2018 werd Azzouzi geschrapt van de PS-lijst voor de gemeenteraadsverkiezingen in oktober dat jaar, na een aantal keren in opspraak te zijn gekomen. Ten eerste zou hij als schepen uitgeblonken hebben in absenteïsme, waarvoor hij eerder op de vingers werd getikt door burgemeester Emir Kir. Daarnaast bleek uit een audit van Plaatselijke Besturen, de toezichthouder van de Brusselse gemeenten, dat er malversaties waren met de boekhouding van het OCMW van Sint-Joost, waarover Azzouzi als schepen controle uitoefende. Ook zouden de regels rond openbare aanbestedingen niet nauwgezet zijn gevolgd, was er sprake van misbruik van materiaal door personeelsleden van het OCMW en zou Azzouzi kritische partijgenoten bedreigd hebben. Eerder kwam hij in 2016 in opspraak toen de oppositie hem beschuldigde van belangenvermenging, omdat hij als schepen van Stedenbouw moest beslissen over vergunningen voor de winkelketen DAD, waarvoor Azzouzi architecturale opdrachten had uitgevoerd. Om deze reden diende hij in 2017 de bevoegdheid Stedenbouw af te staan aan zijn collega-schepen Mohammed Jabour. 
Na een dispuut met zijn fractie over een ordonnantie over openbaarheid van bestuur werd Azzouzi ook niet meer op de lijst geplaatst voor de Brusselse gewestverkiezingen van mei 2019, waarna hij eind april 2019 nog even als onafhankelijke ging zetelen. Na een heftige clanstrijd binnen de PS-afdeling van Sint-Joost-ten-Node en het vertrek van Emir Kir en zijn aanhangers uit de partij, kwam de Brusselse federatie van de PS in 2022-2023 orde op zaken stellen. In de nasleep hiervan werd Azzouzi weer actief in de PS-afdeling van Sint-Joost. Hij was opnieuw kandidaat bij de Brusselse gewestverkiezingen van juni 2024, maar werd niet verkozen.